# Martha Biilmann
Martha „Mattaaraq“ Bodil Marcilie Biilmann (geb. Jessen; * 7. Januar 1921 in Napasoq; † 13. März 2008 in Maniitsoq) war eine grönländische Kürschnerin.

## Leben
Martha Biilmann war die Tochter des Jägers Otto Andreas Ivar Jessen (1890–1960) und dessen Frau Amalie Karen Sabine Platou (1893–1956). Sie stammte aus einer traditionellen Familie, bei der der Vater der Jagd nachging und die Mutter die Felle verarbeitete. Ebenso wurde Martha und ihre drei Schwestern erzogen, während ihre drei Brüder als Kunstmaler tätig waren. Am 19. Mai 1940 heiratete sie den Büroassistenten Holger Biilmann (1916–1988), Sohn des Katecheten Klaus Biilmann und seiner Frau Frederikke Heilmann. Aus der Ehe gingen sechs Kinder hervor: Amalie (* 1941), Lars (* 1943), Nathan (* 1947), Line (* 1949), Johanne (* 1952) und Petrus (* 1954). Über ihre jüngste Tochter ist sie die Großmutter des Politikers Aqqaluaq B. Egede (* 1981).
In den 1950er Jahren ging mit dem aufkommenden Fischboom die Bedeutung der Robbenjagd zurück. Weil in Grönland der Verkauf von Industriekleidung aufkam, wurden immer weniger Mädchen in der Fellverarbeitung unterrichtet. Ende der 1960er Jahre beschwerte sich Martha über diesen Wandel in der Presse und begann 1967 damit, Fellnähen an der Abendschule in Maniitsoq zu lehren. Ab 1974 unterrichtete sie auch als Hilfslehrerin in der Folkeskole in Maniitsoq. 1977 eröffnete die Frauenhochschule Arnat Ilinniarfiat in Sisimiut. Martha Biilmann gab dort Kurse für Frauen aus ganz Grönland, sodass ihr Wissen und ihre Techniken sich über das ganze Land verbreiteten. Ab Mitte der 1980er Jahre experimentierte sie mit dem Haltbarmachen der rohen Robbenfelle durch Einsalzen; in einigen Orten werden die Felle inzwischen während der Lagerung mit Salz konserviert. Aufgrund ihrer großen Bekanntheit und ihrer Kenntnisse wurde sie 1986 zur Fellberaterin der Regierung ernannt, ein Amt, das nur für sie geschaffen wurde und das nach ihrem Ausscheiden 1996 nicht wieder besetzt wurde. Ab 1993 wurde die Felleinsalzung in Grönland genutzt, um die Felle bis zur Verarbeitung in der Gerberei Nunatta Ammerivia in Qaqortoq zu lagern. Während ihrer Zeit als Regierungsberaterin war sie auch Aufsichtsratsmitglied der Gerberei. 1990 gab sie mit Amminik Suleriaaseq ein Lehrbuch zur Fellverarbeitung heraus. Heute dienen Robbenfelle in Grönland wieder als Alltagskleidung und in vielen Städten und Dörfern gibt es Fellverarbeitungen und -nähereien.
Für ihre Arbeit wurde Martha Biilmann vielfach ausgezeichnet: 1975 erhielt sie den Preis des Verbands grönländischer Frauenvereinigungen (Kalaallit Nunaanni Arnat Peqatigiit Kattuffiat), 1982 eine Auszeichnung der Gemeinde Maniitsoq, 1983 den grönländischen Weihnachtsbriefmarkenpreis und 1988 den Kulturpreis der grönländischen Regierung. Am 27. November 1996 wurde sie mit dem Nersornaat in Silber ausgezeichnet, zudem ist sie Trägerin der Fortjenstmedaljen. 1998 wurde sie zum Ehrenmitglied der Frauenvereinigung in Maniitsoq ernannt, die sie knapp 50 Jahre zuvor mitgegründet hatte. Sie starb 2008 im Alter von 87 Jahren in Maniitsoq nach längerer Krankheit.